# Черненко, Евгений Васильевич
Евгений Васильевич Черненко (5 октября 1934, с. Буда-Воробьи, Малинский район, Житомирская область, УССР — 3 января 2007, Киев) — советский украинский археолог, доктор исторических наук, профессор, заведующий Отделом археологии раннего железного века Института археологии АН Украины (1981—1986), ведущий научный сотрудник Института археологии АН Украины, член-корреспондент Германского археологического института (с 1988), специалист по скифской археологии.

## Биография
Евгений Васильевич Черненко родился в семье служащих в с. Буда-Воробьи Малинского района Житомирской области Украинской ССР. Через год семья переехала в Киев. В годы войны вместе с матерью был в эвакуации в Оренбургской области. В 1953 году поступил на исторический факультет Киевского государственного университета им. Т. Шевченко, где среди его учителей был скифолог П. Н. Шульц. Уже в студенческие годы участвовал в ряде археологических экспедиций, в том числе в Тавро-Скифской экспедиции 1957 года по исследованию Неаполя Скифского в Симферополе.
В 1958 году стал сотрудником Отдела скифо-античной археологии Института археологии АН Украины (руководитель — А. И. Тереножкин). В 1960 году поступает в аспирантуру. В 1966 году под руководством А.И. Тереножкина защитил кандидатскую диссертацию «История скифского оборонительного снаряжения». С 1970 года был старшим научным сотрудником, в 1981—1986 годах возглавлял Отдел археологии раннего железного века ИА АНУ. С 1986 года работал в должности ведущего научного сотрудника отдела. В 1988 году защитил докторскую диссертацию «Военное дело скифов: вооружение, тактика, стратегия».
В 1988 году избран членом-корреспондентом Германского археологического института. В 1992 году было присвоено звание профессора.

## Научная деятельность
Основная область научных интересов — скифская археология, вооружение скифов.
В работе «Скифский доспех» (1968) впервые в научной литературе рассматривается весь комплекс скифского оборонительного вооружения — панцири (кожаные и усиленные металлом), шлемы, боевые пояса, щиты, поножи. Проводится типологизация его видов, рассматриваются вопросы производства и применения доспехов. Автор приходит к выводу, что разные составляющие скифского доспеха имеют различное происхождение. В Передней Азии скифы познакомились с наборными пластинчатыми панцирями, после возвращения в Северное Причерноморье такие доспехи распространяются в Скифии, попадают к савроматам и, возможно, в Среднюю Азию. Местное, северопричерноморское происхождение имеют боевые пояса, щиты с панцирным покрытием, чешуйчатые шлемы и шлемы кубанского типа. Греческими являются поножи и шлемы античных типов.
Являясь активным полевым исследователем, вместе с Б. Н. Мозолевским исследовал погребальный памятник скифской элиты — курган Толстая Могила (в 1971 году), в котором была обнаружена пектораль, золотое нагрудное украшение, ставшее одним из символов скифской культуры.
В монографии «Скифские лучники» (1981) рассматривается использование лука и стрел в скифское время. Автор анализирует типологию, форму и устройство луков, стрел и их составляющих, а также приспособлений для ношения луков и стрел. Большое внимание уделяется золотым и серебряным украшениям скифских горитов, колчанов и другим памятникам северопричерноморской торевтики. Изучаются производство луков и стрел, снаряжения скифских лучников и способы стрельбы из луков скифского типа.
Книга «Скифо-персидская война» (1984) освещает ход войны между скифами и персидскими войсками Дария I, вторгшимися в конце VI в. до н. э. в степи Северного Причерноморья. Автор анализирует причины войны, определяет дату похода, маршрут персидского войска, силы сторон, характер вооружения, рассматривает организацию войск скифов и персов, особенности скифской тактики и стратегии и влияние войны на объединение Скифии.

## Основные работы

### Монографии
- Скифский доспех. Киев : Наукова думка, 1968. 191 с.
- Скифские лучники. Киев: Наукова думка, 1981. 167 с.
- The Scyhtians 700—300 BC. London, 1983.
- Скифо-персидская война. Киев: Наукова думка, 1984. 117 с.
- Военное дело скифов. Николаев, 1997.
- Die Schutzwaffen der Skythen. Mainz, 2006.

### Статьи
- Таврские и сарматские элементы в погребениях некрополя (восточного его участка) Неаполя Скифского // Тез. докл. IV Всесоюз. археол. студ. конф. М., 1958.
- Панцири скiфського часу // Археологiя. 1965. Т. XVIII.
- О времени и месте появления тяжелой конницы в степях Евразии // Проблемы скифской археологии. МИА. 1970. № 177. Античный шлем с Нижнего Поднепровья // СА. 1971. № 1.
- Скифский царский курган Толстая Могила // АО-1971. 1972 (в соавт. с Б. Н. Мозолевским, Н. П. Зарайской).
- Поход Дария в Скифию // Древности Степной Скифии. Киев, 1982.
- Скифские погребальные памятники степей Северного Причерноморья. Киев, 1986 (в соавт. с С. С. Бессоновой, Ю. В. Болтриком, Н. М. Бокий и др.).
- Оружие скифов // Археология УССР. Т. 2. Киев, 1986.
- Оружие античных городов // Археология УССР. Т. 2. Киев, 1986.
- Средства защиты боевого коня // Археология УССР. Т. 2. Киев, 1986 (в соавт. с В. Ю. Мурзиным).
- Про детали шоломiв пiзньобронзовоï доби // Археологiя. 1986. № 53 (в соавт. с М. В. Гореликом).
- О кавказских «пекторалях» VIII—VII вв. до н. э. // РА. 1995. № 2 (в соавт. с С. В. Махортых).
- Zu den kaukasischen «Pektoralen» des 8. bis 7. Jahrhunderts v. Chr. Ein Beitrag zur Kampfausrüstung kimmerischer Pferde // Hamburger Beiträge zur Archäologie 18 — 1991. Mainz, 1996 (with S.V. Machortych).
- Ближневосточные сосуды из Люботинских курганов на Харьковщине // Kimmerowie, scytowie, sarmaci. Krakow, 2004.
- Комплекс кiнського спорядження середини I тис. до н.е. з басейну Ворскли // Бiльське городище та його округа. Київ, 2006 (в соавт. с С. В. Махортых, Р. А. Ролле)[3]